# Уолдгрейв, Уильям, 8-й граф Уолдгрейв
Вице-адмирал Уильям Уолдгрейв, 8-й граф Уолдгрейв (англ. William Waldegrave, 8th Earl Waldegrave; 27 октября 1788 — 24 октября 1859) — британский военно-морской командир и политик.

## Биография
Родился 27 октября 1788 года. Младший (четвертый) сын Джорджа Уолдгрейва, 4-го графа Уолдгрейва (1751—1789), и леди Элизабет Лоры Уолдгрейв (1760—1816), дочери Джеймса Уолдгрейва, 2-го графа Уолгрейва (1715—1763). Он получил образование в Итонском колледже (Виндзор, графство Беркшир).
С 1802 года — гардемарин Королевского военно-морского флота, дослужился до чинов лейтенанта в 1806 года, коммандера в 1809 году и капитана в 1811 году.
Во время войны между Великобританией и США в 1812 году он командовал фрегатом HMS Macedonian (который позже был захвачен США).
Уильям Уолдгрейв заседал в Палате общин Великобритании от Бедфорда в 1815—1818 годах.
Покинув этот пост в 1818 году, Уильям Уолдгрейв затем командовал HMS Seringapatam (1829—1832) и HMS Revenge (1839—1842). В 1840 году стал кавалером Ордена Бани.
В ноябре 1846 года Уильям Уолдгрейв вышел в отставку с военной службы в чине контр-адмирала. В 1858 году ему был пожалован чин вице-адмирала.
28 сентября 1846 года после смерти своего бездетного племянника, Джорджа Эдварда Уолдгрейва, 7-го графа Уолдгрейва (1816—1846), Уильям Уолдгрейв унаследовал титулы 8-го графа Уолдгрейва (графство Нортгемптоншир), 8-го виконта Чьютона (графство Сомерсет), 9-го барона Уолдгрейва из Чьютона (графство Сомерсет) и 12-го баронета Уолдгрейва из замка Хивер (графство Кент).
24 октября 1859 года лорд Уолдгрейв скончался в возрасте 70 лет. Его старший сын Уильям Уолдегрейв, виконт Чьютон, умер в 1854 году. Ему наследовал его внук, Уильям Уолдгрейв, 9-й граф Уолдгрейв (1851—1930).

## Браки и дети
Уильям Уолдгрейв был дважды женат. 10 августа 1812 года он женился первым браком на Элизабет Уитбред (20 декабря 1791 — 1 марта 1843), дочери политика Сэмюэля Уитбреда и леди Элизабет Грей. Дети от первого брака:
- Леди Лора Уолдгрейв (? — 10 апреля 1885), в 1848 году она вышла замуж за Раунделла Палмера, 1-го графа Селборна, от брака с которым у неё было пятеро детей.
- Леди Мэри Уолдгрейв (? — 31 января 1911), в 1844 году она вышла замуж за преподобного Уильяма Броди, от брака с которым у неё было четверо детей.
- Уильям Фредерик Уолдгрейв, виконт Чьютон (29 июня 1816 — 7 октября 1854), в 1850 году женился на Фрэнсис Бастард, дочери капитана Джона Бастарда. У супругов было двое сыновей.
- Преподобный Достопочтенный Сэмюэл Уолдгрейв (13 сентября 1817 — 1 октября 1869), в 1845 году женился на Джейн Энн Пим, от брака с которой у него было двое детей.
- Достопочтенный Джордж Уолдгрейв-Лесли (30 сентября 1825 — 8 июля 1904). С 1861 года женат на Генриетте Андерсон Морсхед Лесли, графине Роутс (1832—1886), дочери Джорджа Уильяма Эвелина Лесли, 15-го графа Роутса.

8 декабря 1846 года в Лондоне он женился вторым браком на Саре Уайтбред (17 января 1787 — 18 апреля 1873), дочери преподобного Уильяма Уайтбреда и вдове Эдварда Милварда, мэра Гастингса.